# Adm:t

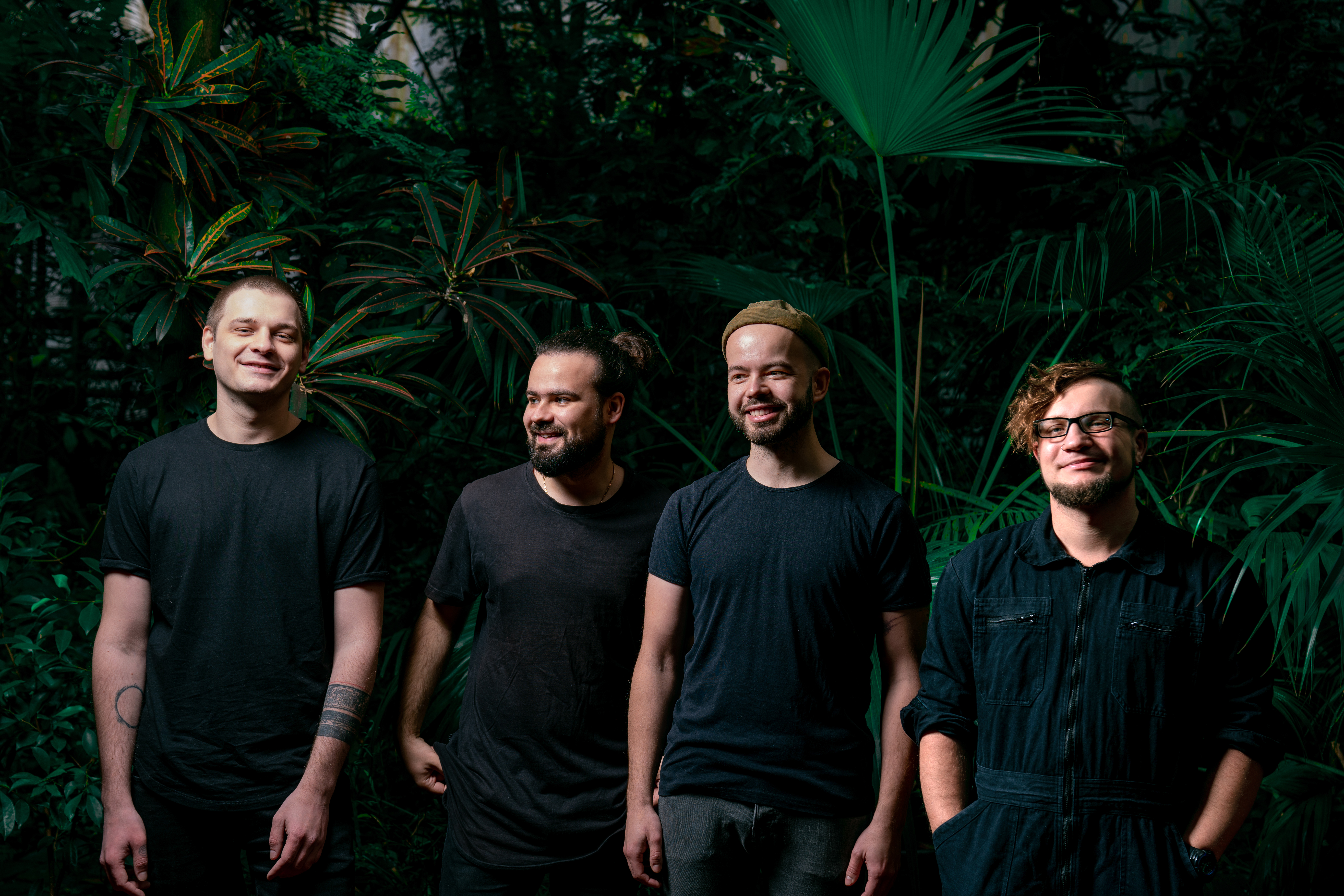
гурт adm:t

adm:t — український інді-гурт, заснований у Києві в 2017 році.

## Історія
Гурт з'явився у 2017 році у Києві. Назва читається «адміт» та є скороченням імені та прізвища фронтмена гурту — Андрія Дмитренка.
2018 року виходять перший сингл «лісостеп», і мініальбом «в першому степені». Сингл «лісостеп» включений до найкращих українських пісень 2018 року за версією інтернет-видання «Karabas LIVE».

Того ж року adm:t стали першими українцями, які представили свою музику на міжнародному конкурсі Aloft Star Europe в Мюнхені та здобули перемогу над музикантами з Бельгії, Німеччини, Туреччини та Великобританії. Головним призом для гурту став контракт з Universal Music Group. 
"Перший мініальбом був із назвою «в першому степені», новий зараз буде «в квадраті», а потім я сподіваюсь, колись, буде і наступний «в кубі» і далі до того степеня, до якого мене самого вистачить. " -  Андрій Дмитренко 
2019 року виходить сингл «пакет» — пісня-екоманіфест та однойменна екоакція. За версією українського інтернет-медіа «Радіо Аристократи» включений до найяскравіших українських треків 2019 року.
2020 року спільно з виконавцем Тері Фао виходить сингл «титри».
2021 року вийшов новий сингл під назвою «вулиця Фучика», у якому йдеться про однойменну вулицю у Солом'янському районі Києва. За словами виконавців, це тріпова пісня, яка була написана під час поїздки у тролейбусі в період введення локдауну.
27 жовтня 2021, в день, коли у 1937 році був розстріляний український письменник Майк Йогансен, вийшла пісня на його вірш «Ах, життя моє дороге» спільно з виконавцем James Hot.
31 серпня 2022, в останній день літа, виходить сингл «в кінці літа» на вірш, який написав український поет Ніколассон.
Згодом 2022 року вийшов мініальбом «в квадраті». 
2023 року вийшов сингл «альбедо». Кліп на пісню був знятий в рамках проєкту «Мистецтво — наша броня» за підтримки Український культурний фонд. 
В грудні 2022 року пісня «лісостеп» зазвучала в рекламі Нова пошта.

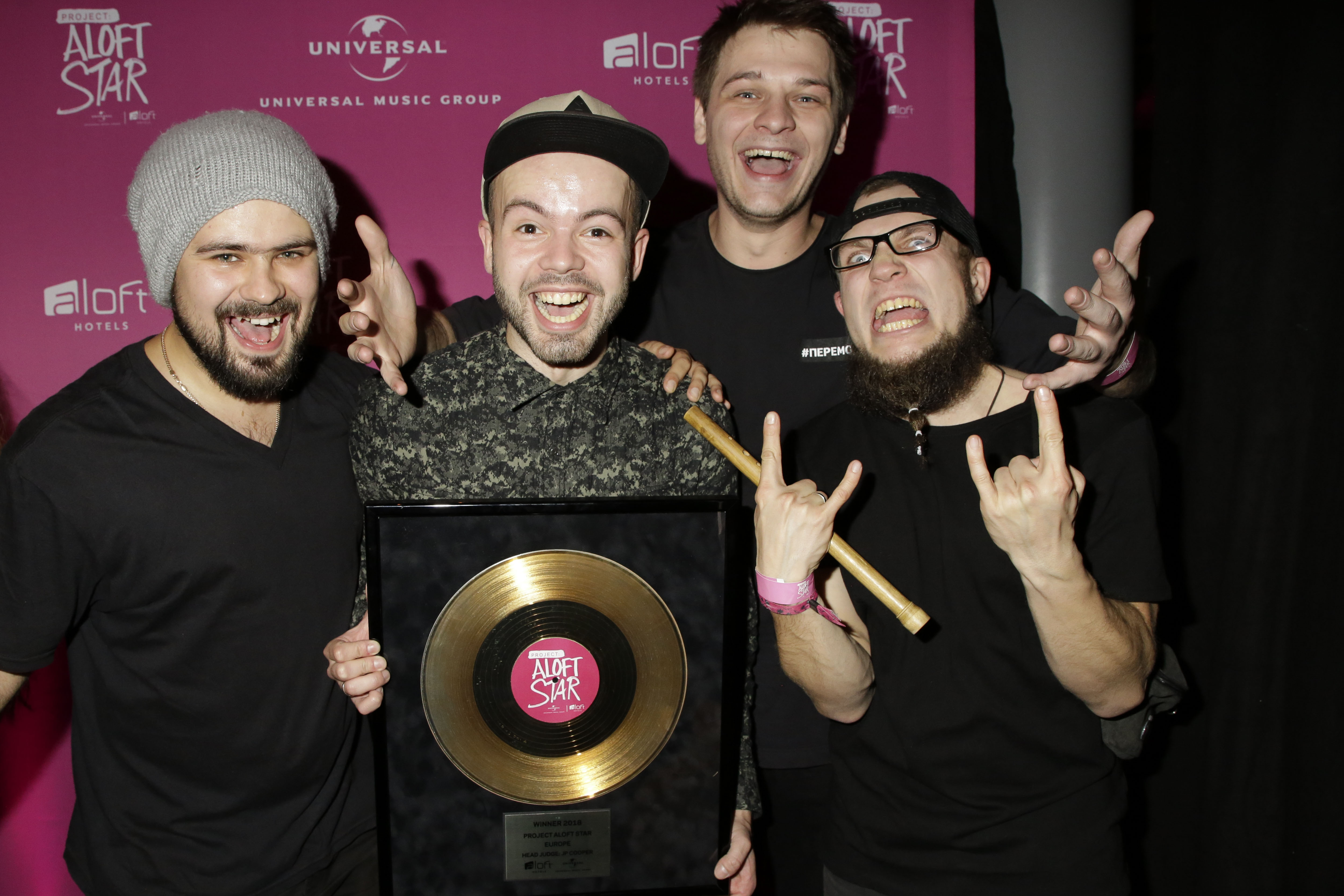
перемога на Aloft Star Europe 2018

Гурт виступав, зокрема, на фестивалях Західфест, Respublica, Jazz Koktebel, Lviv acoustic fest, Druzhkivka Urban Fest, на заходах Sofar Sounds.
3 вересня 2024 року гурт презентував свій третій мініальбом «в кубі». Цей реліз став особливим не лише через обставини його створення, але й через незвичайний процес запису, пов’язаний зі службою фронтмена Андрія Дмитренка у Збройних Силах України.

## Склад
- Андрій Дмитренко — голос та гітара
- Дмитро Сивоконь — етнічні духові інструменти, бітбокс, бас
- Олександр Юрченко — перкусія, барабани
- Костянтин Чарторийський — бас, електрогітара[30]

## Дискографія
- 2018 — лісостеп (сингл)[31]
- 2018 — в першому степені (EP)
- 2019 — пакет (сингл)
- 2020 — титри (сингл)
- 2021 — ах, життя моє дороге (сингл)
- 2021 — вул. Фучика (сингл)[32]
- 2022 — в кінці літа (сингл)[33]
- 2022 — в квадраті (EP)[34]
- 2023 — альбедо (сингл)[35]
- 2023 — в кубі (EP)